# ألان فورلونغ
ألان فورلونغ هو سياسي كندي، ولد في 26 يناير 1942 في رووان نوراندا في كندا. نشط حزبياً في الحزب الليبرالي في أونتاريو ‏. وقد انتخب عضو برلمان مقاطعة أونتاريو ‏.